# Michaela Paštiková
Michaela Paštiková (Šumperk, 27 maart 1980) is een tennisspeelster uit Tsjechië.
Zij begon op driejarige leeftijd te tennissen. Haar favoriete ondergrond is gravel. Zij speelt rechtshandig en heeft een tweehandige backhand. Zij was actief in het proftennis van 1996 tot 2011.

## Loopbaan

### Enkelspel
Paštiková debuteerde in 1996 op het ITF-toernooi van Prostějov (Tsjechië). Later dat jaar stond zij voor het eerst in een finale, op het ITF-toernooi van Zadar (Kroatië) – hier veroverde zij haar eerste titel, door landgenote Magdalena Zděnovcová te verslaan. In totaal won zij acht ITF-titels, de laatste in 2007 in Podgorica (Montenegro).
In 1998 speelde Paštiková voor het eerst op een WTA-hoofdtoernooi, op het toernooi van Praag. Zij bereikte er de tweede ronde. Op geen enkel WTA-toernooi kwam zij verder dan de tweede ronde.
Haar hoogste notering op de WTA-ranglijst is de 89e plaats, die zij bereikte in januari 2005. Dat jaar speelde Paštiková op alle vier grandslamtoernooien. Haar beste resultaat daar is het bereiken van de tweede ronde.

### Dubbelspel
Paštiková behaalde in het dubbelspel betere resultaten dan in het enkelspel. Zij debuteerde in 1996, samen met landgenote Nikola Hübnerová, op het ITF-toernooi van Staré Splavy (Tsjechië) waar zij meteen tot de finale doordrongen – zij verloren van het Slowaakse duo Ľudmila Cervanová en  Michaila Hasanová. In 1998 veroverde Paštiková haar eerste titel, op het ITF-toernooi van Sofia (Bulgarije), samen met landgenote Olga Blahotová, door het Bulgaarse duo Teodora Nedeva en Desislava Topalova te verslaan. In totaal won zij negentien ITF-titels, de laatste in 2009 in Nantes (Frankrijk).
In 1998 speelde Paštiková voor het eerst op een WTA-hoofdtoernooi, op het toernooi van Praag, samen met landgenote Květa Hrdličková. Zij bereikten er meteen de finale – zij verloren van het koppel Silvia Farina en Karina Habšudová. In 1999 veroverde Paštiková haar enige WTA-titel, op het toernooi van Bol, samen met de Kroatische Jelena Kostanić, door het koppel Meghann Shaughnessy en Andreea Vanc te verslaan.
Haar beste resultaat op de grandslamtoernooien is het bereiken van de halve finale, op het Australian Open 2005, samen met landgenote Gabriela Navrátilová. Haar hoogste notering op de WTA-ranglijst is de 35e plaats, die zij bereikte in juli 2005.

## Posities op deWTA-ranglijst
Positie per einde seizoen:
| jaar | ranking enkelspel | ranking dubbelspel |
| ---- | ----------------- | ------------------ |
| 1996 | 571               | –                  |
| 1997 | 353               | 389                |
| 1998 | 219               | 162                |
| 1999 | 227               | 139                |
| 2000 | 174               | 154                |
| 2001 | 155               | 250                |
| 2002 | 230               | 174                |
| 2003 | 138               | 104                |
| 2004 | 106               | 91                 |
| 2005 | 138               | 46                 |
| 2006 | 204               | 109                |
| 2007 | 260               | 157                |
| 2008 | 263               | 167                |
| 2009 | 311               | 146                |
| 2010 | –                 | 982                |

## Palmares
| Legenda                |
| ---------------------- |
| Grandslamtoernooi      |
| Olympische Spelen      |
| Year-End Championships |
| Tier I                 |
| Tier II                |
| Tier III               |
| Tier IV & V            |

### WTA-finaleplaatsen enkelspel
geen

### WTA-finaleplaatsen vrouwendubbelspel
| nr.              | finale     | toernooi     | ondergrond | partner              | tegenstandsters                          | score         |         |
| ---------------- | ---------- | ------------ | ---------- | -------------------- | ---------------------------------------- | ------------- | ------- |
| gewonnen finales |            |              |            |                      |                                          |               |         |
| 1.               | 1999-05-02 | WTA Bol      | gravel     | Jelena Kostanić      | Meghann Shaughnessy Andreea Vanc         | 7-5, 6-7, 6-2 | details |
| verloren finales |            |              |            |                      |                                          |               |         |
| 1.               | 1998-07-12 | WTA Praag    | gravel     | Květa Hrdličková     | Silvia Farina Karina Habšudová           | 6-2, 1-6, 2-6 | details |
| 2.               | 2005-01-15 | WTA Canberra | hardcourt  | Gabriela Navrátilová | Tathiana Garbin Tina Križan              | 5-7, 6-1, 4-6 | details |
| 3.               | 2005-07-17 | WTA Modena   | gravel     | Gabriela Navrátilová | Joelija Bejhelzymer Mervana Jugić-Salkić | 2-6, 0-6      | details |

## Resultaten grandslamtoernooien
| Legenda | Legenda                          |
| ------- | -------------------------------- |
| g.t.    | geen toernooi gehouden           |
| l.c.    | lagere categorie                 |
| –       | niet deelgenomen                 |
| G       | uitgeschakeld in de groepsfase   |
| 1R      | uitgeschakeld in de eerste ronde |
| 2R      | uitgeschakeld in de tweede ronde |
| 3R      | uitgeschakeld in de derde ronde  |
| 4R      | uitgeschakeld in de vierde ronde |
| KF      | uitgeschakeld in de kwartfinale  |
| HF      | uitgeschakeld in de halve finale |
| F       | de finale verloren               |
| W       | het toernooi gewonnen            |
| w-v     | winst/verlies-balans             |

### Enkelspel
| Toernooi        | 2005 | w-v |
| --------------- | ---- | --- |
| Australian Open | 2R   | 1-1 |
| Roland Garros   | 1R   | 0-1 |
| Wimbledon       | 2R   | 1-1 |
| US Open         | 2R   | 1-1 |

### Vrouwendubbelspel
| Toernooi        | 2000 |    | 2004 | 2005 | 2006 | w-v |
| --------------- | ---- | -- | ---- | ---- | ---- | --- |
| Australian Open | –    | –  | HF   | 1R   | 4-2  |     |
| Roland Garros   | –    | 1R | 2R   | 1R   | 1-3  |     |
| Wimbledon       | –    | 1R | 2R   | 1R   | 1-3  |     |
| US Open         | 1R   | 1R | 2R   | –    | 1-3  |     |